# Kamen Deal, Varna
Kamen Deal (în bulgară Камен Дял) este un sat în comuna Dălgopol, regiunea Varna,  Bulgaria. 

## Demografie
Componența etnică a satului Kamen Deal
     Bulgari (14,93%)
     Nicio identificare (85,06%)
     Altele (0%)
La recensământul din 2011, populația satului Kamen Deal era de 241 locuitori. Nu există o etnie majoritară, locuitorii fiind  și bulgari (14,93%). Pentru 85,06% din locuitori nu este cunoscută apartenența etnică.